# Olympische Sommerspiele 2016/Teilnehmer (Sudan)
| Gelbes Symbol für Goldmedaillen mit stilisierten Olympischen Ringen | Graues Symbol für Silbermedaillen mit stilisierten Olympischen Ringen | Braundes Symbol für Bronzemedaillen mit stilisierten Olympischen Ringen |
| ------------------------------------------------------------------- | --------------------------------------------------------------------- | ----------------------------------------------------------------------- |
| —                                                                   | —                                                                     | —                                                                       |

Der Sudan nahm an den Olympischen Spielen 2016 in Rio de Janeiro teil. Es war die insgesamt 12. Teilnahme an Olympischen Sommerspielen. Das Sudan Olympic Committee nominierte sechs Athleten in drei Sportarten.
Fahnenträger bei der Eröffnungsfeier war der Leichtathlet Abdalla Targan.

## Teilnehmer nach Sportarten

### Judo
| Athleten              | Wettbewerb | 1. Runde | 1. Runde | 2. Runde | 2. Runde    | Viertelfinale | Viertelfinale | Halbfinale / Trostrunde | Halbfinale / Trostrunde | Finale / Platz 3 | Finale / Platz 3 | Rang |
| Athleten              | Wettbewerb | Gegner   | Ergebnis | Gegner   | Ergebnis    | Gegner        | Ergebnis      | Gegner                  | Ergebnis                | Gegner           | Ergebnis         | Rang |
| --------------------- | ---------- | -------- | -------- | -------- | ----------- | ------------- | ------------- | ----------------------- | ----------------------- | ---------------- | ---------------- | ---- |
| Männer                |            |          |          |          |             |               |               |                         |                         |                  |                  |      |
| Iszlam Monier Suliman | bis 90 kg  | Freilos  | Freilos  | C. Brown | 000s0:100s0 | ausgeschieden | ausgeschieden | ausgeschieden           | ausgeschieden           | ausgeschieden    | ausgeschieden    | 17   |

### Leichtathletik
Laufen und Gehen
| Athleten       | Wettbewerb       | Runde 1     | Runde 1 | Halbfinale    | Halbfinale    | Finale        | Finale        | Rang |
| Athleten       | Wettbewerb       | Zeit        | Rang    | Zeit          | Rang          | Zeit          | Rang          | Rang |
| -------------- | ---------------- | ----------- | ------- | ------------- | ------------- | ------------- | ------------- | ---- |
| Frauen         |                  |             |         |               |               |               |               |      |
| Amina Bakhit   | 800 m            | 2:07,65 min | 56      | ausgeschieden | ausgeschieden | ausgeschieden | ausgeschieden | 56   |
| Männer         |                  |             |         |               |               |               |               |      |
| Ahmed Ali      | 200 m            | 20,78 s     | 58      | ausgeschieden | ausgeschieden | ausgeschieden | ausgeschieden | 58   |
| Abdalla Targan | 3000 m Hindernis | 8:52,20 min | 15      | ausgeschieden | ausgeschieden | ausgeschieden | ausgeschieden | 15   |

### Schwimmen
| Athleten                | Wettbewerb    | Vorlauf | Vorlauf | Halbfinale    | Halbfinale    | Finale        | Finale        | Rang |
| Athleten                | Wettbewerb    | Zeit    | Rang    | Zeit          | Rang          | Zeit          | Rang          | Rang |
| ----------------------- | ------------- | ------- | ------- | ------------- | ------------- | ------------- | ------------- | ---- |
| Frauen                  |               |         |         |               |               |               |               |      |
| Haneen Ibrahim          | 50 m Freistil | 36,23 s | 84      | ausgeschieden | ausgeschieden | ausgeschieden | ausgeschieden | 84   |
| Männer                  |               |         |         |               |               |               |               |      |
| Abdelaziz Mohamed Ahmed | 50 m Freistil | 27,71 s | 81      | ausgeschieden | ausgeschieden | ausgeschieden | ausgeschieden | 81   |